# Слупца
Слупца (пољ. Słupca) град је у Пољској у Војводству великопољском. По подацима из 2012. године број становника у месту је био 14 063.

## Становништво
| 2012.  |
| ------ |
| 14 063 |